# Bafours
Les Bafours ou Bafots sont une ancienne communauté ethnique de la Mauritanie et du Sahara occidental. Ils en sont vraisemblablement partis après la désertification du Sahara, à partir de –2000. Les Bafours sont les ancêtres des Imraguens.
Les Bafours étaient agriculteurs et pasteurs, et relativement sédentaires.
Les actuels peuples Wolofs, Sérères et Toucouleurs qui vivaient dans l'actuelle Mauritanie étaient également appelés Bafours par les Berbères.